# Martial Roman
Pour les articles homonymes, voir Roman.
Martial Roman, né le 30 novembre 1987 à Vichy, est un coureur cycliste français. Son palmarès comprend notamment des victoires acquises au Grand Prix Chantal Biya, une course inscrite au calendrier de l’UCI Africa Tour en 2016.

## Biographie
Martial Roman naît le 30 novembre 1987 à Vichy, en France. Au cours de sa carrière, il a notamment terminé quatrième de la Roue tourangelle en 2007.
Il s'engage pour 2015 avec Geoffrey Coupé et la formation Veranclassic-Ekoï, où il rejoint trois autres Français : Thomas Vaubourzeix, Justin Jules et Melvin Rullière. Il fait le choix de quitter cette équipe à la fin de l'année 2015 pour rejoindre le club Probikeshop Saint-Etienne Loire.
Au cours de l'été 2016, il gagne la classique Vassivière-Feytiat et se classe second du Grand Prix de Monpazier. Quelques mois plus tard, avec le maillot de l'équipe régionale d'Auvergne-Rhône-Alpes, il s'adjuge la deuxième étape du Grand Prix Chantal Biya, s'empare du maillot de leader cette course le lendemain et remporte le classement général de l'épreuve inscrite au calendrier de l'UCI Africa Tour,.

## Palmarès
- 2004
  - Champion du Limousin de cyclo-cross juniors[5]
- 2007
  - 2e du Grand Prix de Monpazier
- 2008
  - Prix Antonin Reix
  - Circuit Boussaquin
  - 2e du championnat d'Auvergne
- 2009
  - 2e étape du Circuit du Mené
  - 2e étape de l'Essor Breton
  - 2e du Circuit des Vignes
- 2010
  - 2e du Grand Prix de la ville de Buxerolles
- 2014
  - Grand Prix de Monpazier
- 2015
  - 3e du Grand Prix des Fêtes de Cénac-et-Saint-Julien
- 2016
  - Vassivière-Feytiat
  - Grand Prix de Villejésus
  - Grand Prix Chantal Biya :
    - Classement général
    - 2e étape

  - 2e du Grand Prix de Monpazier
  - 2e du Trophée des Châteaux aux Milandes
- 2017
  - Grand Prix de Villejésus
  - 2e du Prix des Vins Henri Valloton
  - 2e du Grand Prix de Monpazier
  - 3e du Grand Prix d'Oradour-sur-Vayres
- 2018
  - 2e du Grand Prix des Fêtes de Coux-et-Bigaroque

## Classements mondiaux
| Année           | 2007 | 2008 | 2009 | 2010 | 2011 | 2012 | 2013 | 2014 | 2015 | 2016 |
| --------------- | ---- | ---- | ---- | ---- | ---- | ---- | ---- | ---- | ---- | ---- |
| UCI Europe Tour | 819e |      |      |      |      |      |      |      |      |      |
| UCI Africa Tour |      |      |      |      |      |      |      |      |      | 54e  |